# Vaszil Vasziljovics Humenyuk
Vaszil Vasziljovics Humenyuk (ukrán betűkkel: Василь Васильович Гуменюк; Oleskiv, 1946, október 16.) ukrán üzletember, politikus. A vezetéknevét 2009 októberében megváltoztatva, Vaszil Vasziljovics Protivszih (Василь Васильович Противсіх) néven indult független jelöltként a 2010-es ukrajnai elnökválasztáson.

## Élete

### Szakmai karrierje

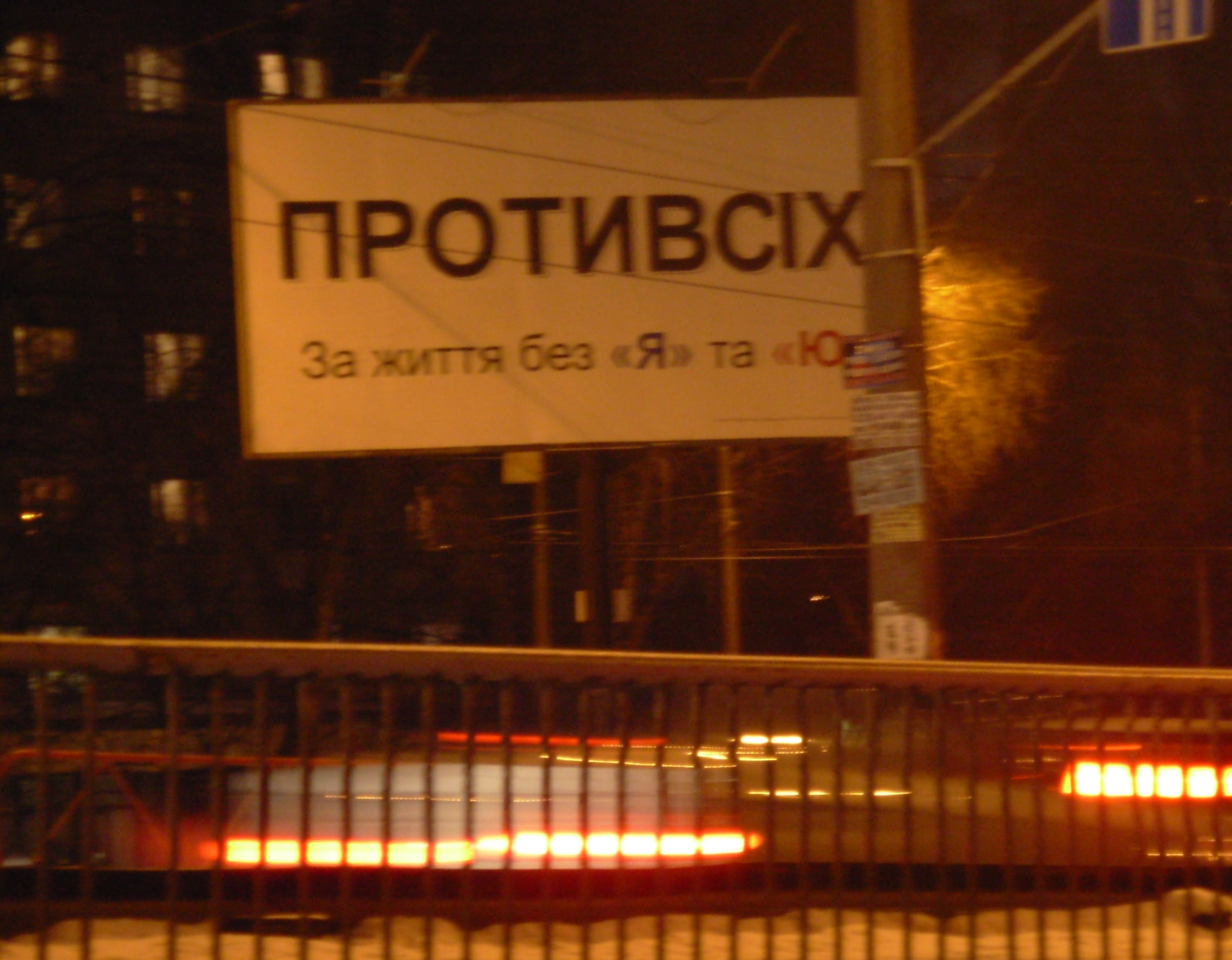
Vaszil Protivszih választási plakátja 2010-ben

1964-től építőmunkásként dolgozott. A katonai szolgálat után a lvivi Ivan Franko Egyetem Jogi karán tanult, melyet 1975-ben fejezett be. Egyetemistaként, diákmunkásként részt vett a Tyumenyi területen fekvő Szurgut város építésében.
Tagja volt az SZKP-nak. Az Ivano-frankivszki Terület Végrehajtó Bizottság előadójaként dolgozott, majd 1984-től 1991-ig Jaremcse városi tanácsának elnöke volt.
Ukrajna függetlenné válása után dolgozott az Ukrán Állami Vámszolgálatnál, majd az Ivano-frankivszki Kereskedelmi és Iparkamaránál (TPP), melynek 2015-ig volt az elnöke.

### Politikai pályafutása
A 2006-os helyhatósági választáson indult Ivano-Frankivszk polgármesteri székéért, de a választáson nem sikerült megszereznie a posztot. 2007-ben az Olekszandr Volkov által alapított KUCSMA választási blokk pártlistájának 23. helyéről indult az időközi ukrajnai parlamenti választáson, azonban nem jutott mandátumhoz (a KUCSMA blokk el sem érte a 3%-os bejutási küszöböt).
2009. október 2-án Humenyuk a vezetéknevét Protivszihre változtatta, mely az ukrán szavazólapokon az egyik jelöltet sem támogató proti vszhih (проти всіх, magyar jelentése: mindenki ellen) szavazati lehetőségre utal. Ezzel azt akarta kifejezni, hogy elégedetlen az összes többi elnökjelölttel és általában az ukrajnai állapotokkal. Protivszih 2009. november 3-án regisztráltatta magát az Ukrán Központi Választási bizottságnál a 2010-es ukrajnai elnökválasztás jelöltjeként. Fő ellenfelének Julija Timosenkót tartja.
Az elnökválasztás 2010. január 17-én megtartott első fordulójában 0,16%-os eredményt ért el. 2010 februárjában visszavette eredeti vezetéknevét.